# Маршалл (Міннесота)
Маршалл (англ. Marshall) — місто (англ. city) в США, в окрузі Лайон штату Міннесота. Населення — 13 628 осіб (2020).

## Географія
Маршалл розташований за координатами 44°26′52″ пн. ш. 95°47′20″ зх. д. / 44.44778° пн. ш. 95.78889° зх. д. (44.447710, -95.788753).  За даними Бюро перепису населення США в 2010 році місто мало площу 26,11 км², з яких 26,09 км² — суходіл та 0,02 км² — водойми.

## Демографія
Згідно з переписом 2010 року, у місті мешкало 13 680 осіб у 5394 домогосподарствах у складі 2992 родин. Густота населення становила 524 особи/км².  Було 5744 помешкання (220/км²).
Расовий склад населення:
| - 86,8 % — білих - 4,0 % — чорних або афроамериканців - 3,0 % — азіатів - 0,6 % — корінних американців - 3,6 % — осіб інших рас |

До двох чи більше рас належало 2,0 %. Частка іспаномовних становила 7,8 % від усіх жителів.
За віковим діапазоном населення розподілялося таким чином: 22,6 % — особи молодші 18 років, 66,0 % — особи у віці 18—64 років, 11,4 % — особи у віці 65 років та старші. Медіана віку мешканця становила 29,7 року. На 100 осіб жіночої статі у місті припадало 98,1 чоловіків;  на 100 жінок у віці від 18 років та старших — 95,0 чоловіків також старших 18 років.
Середній дохід на одне домашнє господарство  становив 66 032 долари США (медіана — 46 863), а середній дохід на одну сім'ю — 87 286 доларів (медіана — 70 446). Медіана доходів становила 41 016 доларів для чоловіків та 38 691 долар для жінок. За межею бідності перебувало 19,5 % осіб, у тому числі 28,6 % дітей у віці до 18 років та 9,9 % осіб у віці 65 років та старших.
Цивільне працевлаштоване населення становило 7392 особи. Основні галузі зайнятості: виробництво — 20,3 %, освіта, охорона здоров'я та соціальна допомога — 18,5 %, роздрібна торгівля — 14,2 %, мистецтво, розваги та відпочинок — 10,3 %.